# 日 (米开朗基罗)

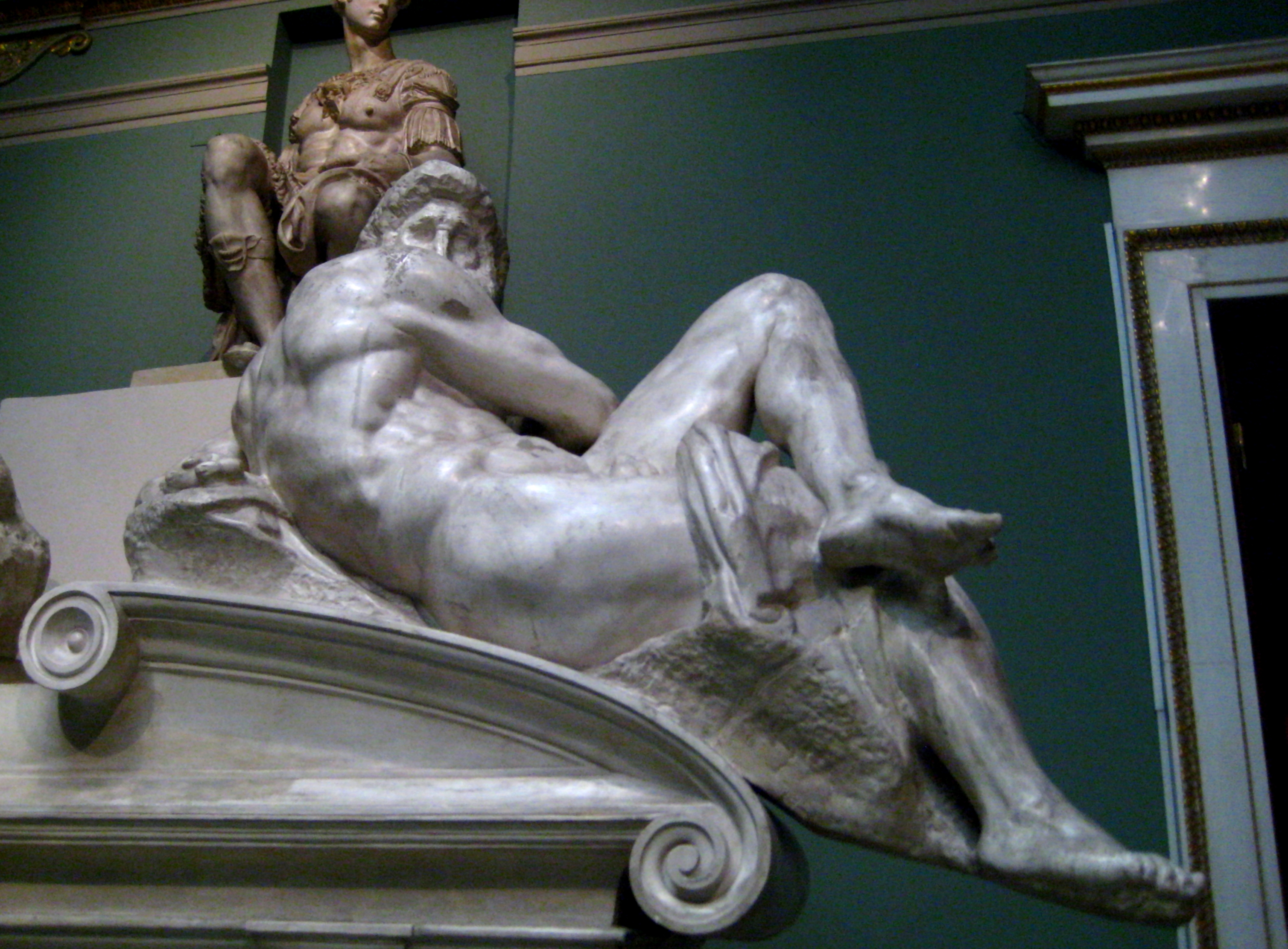

日（意大利语：Giorno，英语：Day）是意大利文艺复兴全盛期大师米开朗基罗的一尊大理石雕塑，创作于1526–1531年。这尊雕塑位于意大利中部佛罗伦萨的圣老楞佐圣殿（San Lorenzo）美第奇小圣堂的新祭衣间（Sagrestia Nuova），用于装饰美第奇家族的朱利亚诺·德·美第奇 (内穆尔公爵)（1479–1516年）的陵墓，与《夜》构成一对：《夜》位于左侧，是一位女子；而《日》位于陵墓右侧，是一位男子。